# Oedaspis hyalibasis
Oedaspis hyalibasis
 es una especie de insecto del género Oedaspis de la familia Tephritidae del orden Diptera. 

## Historia
Fue descrita científicamente por primera vez en el año 1992 por Amnon Freidberg y Moises Kaplan.